# Simon Kamama Mukun
Simon Kamama Mukun (* 5. August 1984) ist ein kenianischer Marathonläufer.
2009 wurde er Vierter beim Nairobi-Marathon, und 2010 siegte er beim Venedig-Marathon. 2011 wurde er Fünfter beim Rom-Marathon und stellte als Zweite in Venedig seine persönliche Bestzeit von 2:09:19 h auf.